# 法夫學院

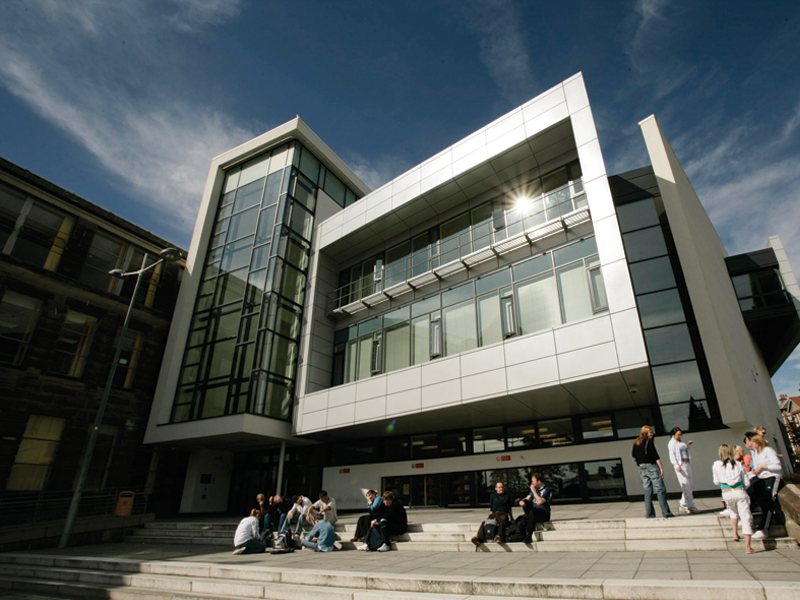

法夫學院（英語：Fife College）是蘇格蘭的一所延續教育學院，除了在鄧弗姆林、格倫羅西斯和柯科迪的主要園區，及較為細小的利文及羅塞斯校園之外，於法夫各處亦有營運多個社區學習中心。